# Sture-Teatern

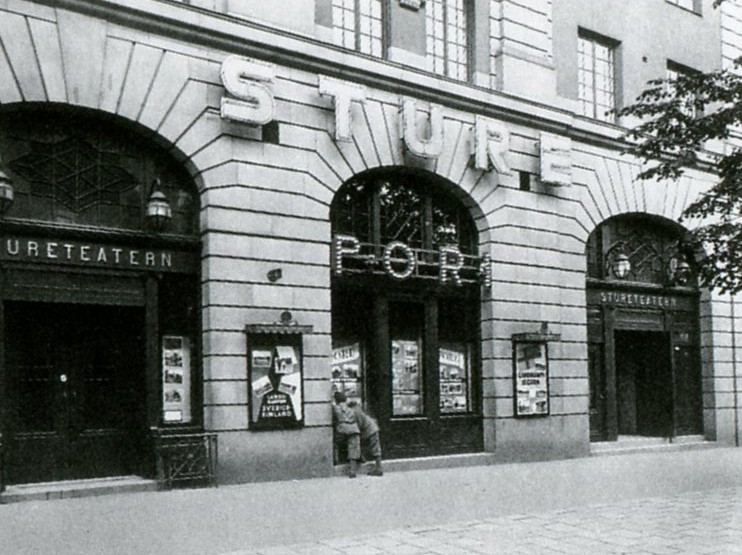
Sture-Teatern 1929 med en av Stockholms första neonskyltar på en biograf.

Sture-Teatern var en biograf vid Birger Jarlsgatan 28-30 i Stockholm. Sture-Teatern öppnades den 3 november 1915 och stängde den 7 oktober 2001, det var då Stockholms näst äldsta biograf i drift, efter Biografen Zita.

## Historik

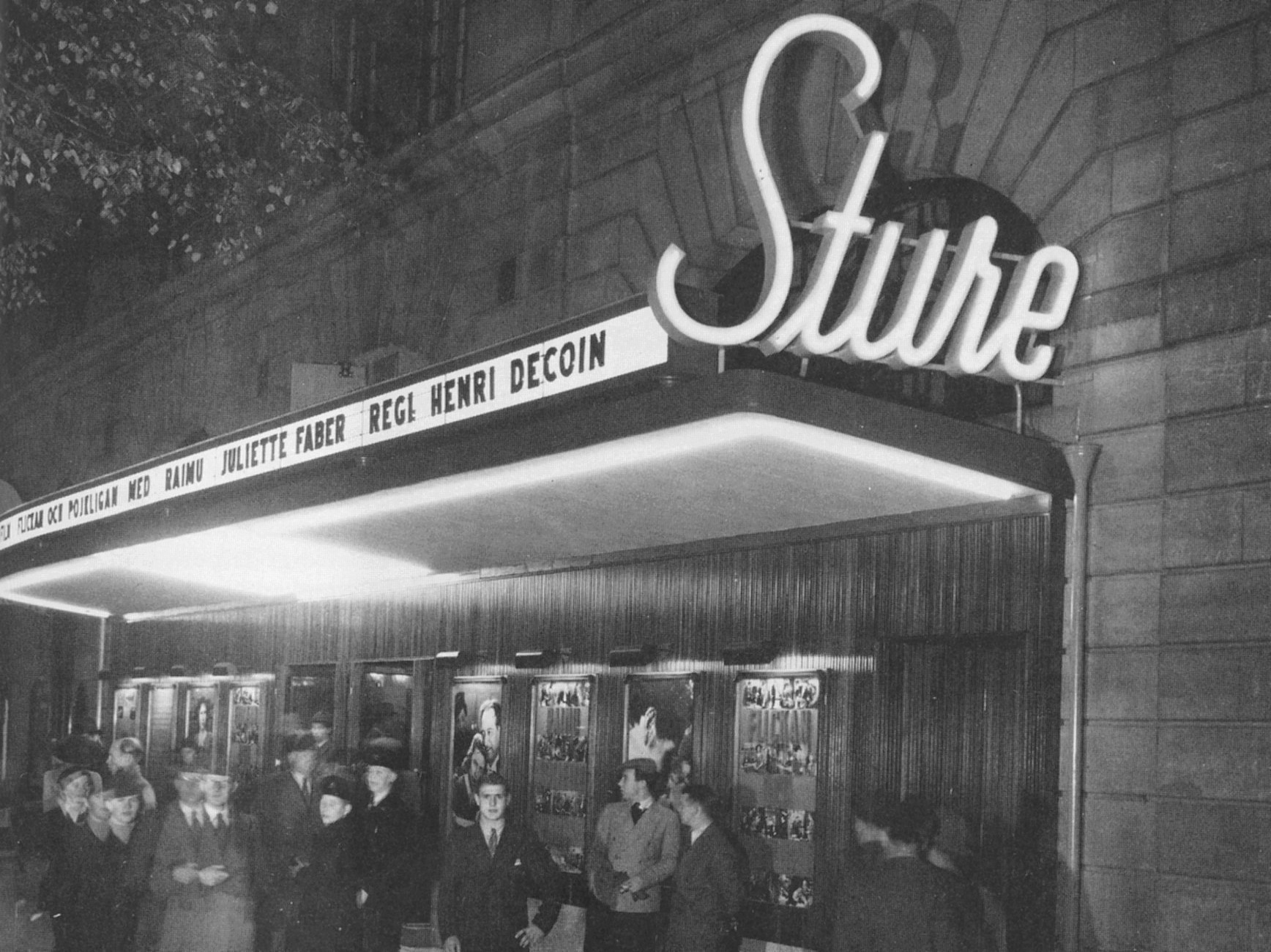
Sture-Teatern 1943 med ny teakfasad.

Sture-Teatern startades av Biograf AB Victoria. Bolaget slogs 1915 samman med Victor Hasselblad i Göteborg. Genom ytterligare samgåenden bildades 1918 Skandiabolaget som 1919 skulle förvandlas till Svensk Filmindustri. Sture-Teatern var premiärbiograf för många stumfilmsklassiker. Här visades bland annat Svärmor på vift eller Förbjudna vägar (1916), Vägen utför (1917), Brottmålsdomaren (1917), Ryggskott (1921) och Frankenstein (1931).
Antalet platser var i början 438, därav 123 på läktaren. År 1926 renoverades Sture-Teatern och salongen smyckades med takmålningar av Einar Forseth. Samtidigt fick Sture som en av de första biograferna i Stockholm en neonskylt (se Ljusskyltar i Stockholm). Många av landets kulturpersonligheter som Bruno Liljefors och Selma Lagerlöf brukade besöka Sture-Teatern, när de var i Stockholm. 
Filmteatern gick igenom många förvandlingar, som 1978, då den fick nya stolar och väggarna målades i mörkt lila. 1990 var det dags igen, då blev väggarna terrakotta-färgade.  Den 7 oktober 2001 var Sture-Teaterns sista dag, det var då Stockholms näst äldsta bio, som hade varit i kontinuerlig drift sedan 1915. Men namnet "Sture" försvann inte utan flyttades några kvarter längre bort till Biografen Olympia som bytte namn till Biografen Sture.